# Wanguty
Wanguty (niem. Wangotten) – wieś w Polsce położona w województwie warmińsko-mazurskim, w powiecie kętrzyńskim, w gminie Reszel.
W latach 1975–1998 miejscowość administracyjnie należała do województwa olsztyńskiego.

## Historia
Obok wsi znajduje się pruskie grodzisko zwane Górą Hunów.
Wanguty wymieniane są w roku 1435 jako majątek na prawie pruskim.
W roku 1913 właścicielem majątku ziemskiego o powierzchni ogólnej 309 ha był Oskar Werner. Później własność Carla Friese.
Z dawnego założenia zachowały się resztki parku i dwór. Dwór składa się z części osiemnastowiecznej oraz dobudowaną częścią w połowie XIX w. Całość usytuowana jest na planie prostokąta. Starsza część budowli ma parter przykryte dachem mansardowym, dobudowana później część dworu ma parter przykryty dachem naczółkowym. Od frontu budowli dwukondygnacyjny ryzalit, poprzedzony gankiem unoszącym duży taras.
Dwór jest własnością prywatną.